# Зельда Фіцджеральд
Зельда Сейр Фіцджеральд (англ. Zelda Sayre Fitzgerald; нар. 24 липня 1900, Монтгомері, Алабама—пом. 10 березня 1948, Ешвілл, Північна Кароліна) — американська письменниця, дружина та муза Френсіса Скотта Фіцджеральда.

## Біографія
Зельда Фіцджеральд народилась у 1900 році в місті Монтгомері (штат Алабама) у заможній сім'ї одного з провідних юристів міста. Мала велике коло шанувальників.
У 1920 році стала дружиною Френсіса Скотта Фіцджеральда. Через їхні славу, скандальне життя, непомірне вживання алкоголю та велику кількість ексцентричних витівок, вони були постійними героями світської хроніки. В той час вона писала оповіді та короткі статті для журналів. У 1930 році їй був поставлений діагноз шизофренія. В одній з клінік штату Меріленд вона написала напівавтобіографічний роман «Врятуй мене, вальс» (англ. Save Me the Waltz), який був опублікований у 1932 р.
у 1936 році Зельду Фіцджеральд перевели у Хайлендську клініку для душевнохворих в місті Ешвілл (Північна Кароліна). Її чоловік помер у 1940 році від серцевого нападу. Вона ж загинула під час пожежі на території госпіталю у 1948 році.